# Potassio antimonil tartrato
L'antimoniltartrato di potassio è un sale dell'acido tartarico. È noto anche come tartrato di potassio e antimonile e tartaro emetico. La sua formula bruta è C8H4K2O12Sb2*3H2O.
Dal momento che condivide i centri stereogenici dell'acido tartarico, è una molecola chirale.
A temperatura ambiente si presenta come un solido bianco inodore. Il composto è noto per essere un potente emetico, ed è stato usato nel trattamento della schistosomiasi e della leishmaniosi.

## Preparazione
Il tartrato di potassio e antimonio può essere preparato facendo reagire per reflusso una soluzione di tartrato di idrogeno e potassio e triossido di diantimonio per 15 minuti. La miscela calda viene quindi filtrata e il tartrato di potassio e antimonio precipita come cristalli incolori.

## Proprietà
L'antimoniltartato di potassio trova largo uso nella determinazione colorimetrica dei fosfati come catalizzatore. Lo ione SbO- è in grado di accelerare notevolmente la seguente reazione.
PO43- + 12MoO42- + 3NH4+ + 12H2O => (NH4)3PO4*12MoO3 + 24OH-
Con un opportuno riducente (solitamente acido ascorbico), è possibile trasformare il complesso fosfomolibdico d'ammonio in blu di molibdato, dalla stechiometria non ancora nota. Esso conferisce alle soluzioni da analizzare un tipico colore bluastro che rivela la presenza di fosfati nel campione. Il picco di assorbanza UV-visibile del blu di molibdato è intorno ai 720 nm.

## Usi

### Emetico
L'uso del tartrato di potassio antimonio come emetico è noto sin dal Medioevo. Essendo considerato tossico veniva somministrato utilizzando delle coppe di antimonio, dove si lasciava a decantare per 24 ore del vino. La soluzione risultante di tartrato di potassio e antimonio nel vino era poi consumata in piccole porzioni fino al raggiungimento del desiderato effetto emetico.
Oggi il composto è ancora usato per indurre il vomito negli animali catturati per studiarne la dieta.

### Medicina
La prima applicazione nel trattamento contro la tripanosomiasi è stata testata per la prima volta nel 1906, ed è stato studiato anche l'uso del composto per combattere altre malattie tropicali. La cura della leishmaniosi con il tartrato di potassio e antimonio è iniziata nel 1913. Dopo l'introduzione dell'antimonio (V) contenente complessi come il sodio stibogluconato e la meglumina antimoniato, l'uso di tartrato di potassio e antimonio è stato gradualmente eliminato. Il medico britannico John Brian Christopherson scoprì nel 1918 che il tartrato di potassio e antimonio poteva curare la schistosomiasi, portando a un aumento dell'uso dei farmaci antimonici. Tuttavia, l'iniezione di tartrato di potassio e antimonio aveva gravi effetti collaterali, come ad esempio la sindrome di Adams-Stokes per questo si cercarono sostanze alternative. Con l'introduzione e il successivo uso del praziquantel negli anni 70, l'uso di trattamenti a base di antimonio cadde in disuso.
Il tartaro emetico fu usato alla fine del XIX secolo e all'inizio del XX secolo nella medicina brevettuale come rimedio per l'intossicazione da alcool, ma fu dichiarato inefficace negli Stati Uniti nel 1941.
Il New England Journal of Medicine riportò un caso di un paziente la cui moglie gli diede segretamente una dose di tartaro emetico, che conteneva antimonio trivalente, venduto in America centrale come trattamento per l'abuso di alcool. Il paziente, che aveva bevuto la sera prima, aveva sviluppato vomito persistente poco dopo aver ingerito un succo d'arancia contenente il farmaco. Ricoverato in ospedale, in terapia intensiva, aveva accusato gravi dolori al petto, anomalie cardiache, tossicità renale ed epatica, rischiando la morte. Il Journal riporta che "due anni dopo, [il paziente] ha riferito di astenersi dall'alcol".